# Repaši
Repaši (Urodela ili Caudata) su red vodozemaca koji se od ostalih vodozemaca razlikuju po prisustvu repa i dva para nogu približno jednake veličine. Postoji ih oko 500 vrsta.

## Opis
Većinom su to relativno mali kralježnjaci čija dužina tijela varira od jedinki iz roda Thorius s ukupnom duljinom od 2,7 centimetara, pa sve do divovskog kineskog vodenjaka (lat. Andreias), koji dostiže dužinu od 1,8 m težinu do 65 kilograma. Gotovo svi, osim malog broja vrsta koje žive u vodi, imaju dva para funkcionalnih ekstremiteta. Noge su kratke i postavljene su sa strane trupa pa kretanjem po čvrstoj podlozi potiskuju tijelo prema naprijed. 
Koža im je glatka, vlažna ili sa sitnim, bradavičastim ispupčenjima. Kod velikog broja vrsta prisutna je neotenija. Oči su dobro razvijene i osim kod malog broja vrsta imaju očne kapke, dok slušne kanale i bubnjić nemaju. Prsna kost je ili slabo razvijena ili ne postoji, a rebra su kratka pa ne dopiru do prsne kosti. Nečisnicase nalazi na sredini završnog dijela trupa. 

## Disanje
Opća podjela da vodene vrste dišu na škrge, a kopnene plućima nije sveobuhvatna. Postoje primjeri da neke kopnene vrste iz porodice besplućnjaka nemaju pluća, kao i da neke vodene, kao npr. vrste iz porodice Amphiumidae nemaju škrge već dišu na pluća.

## Životni ciklus
Oplodnja može biti vanjska i unutarnja. Kod unutarnje oplodnje nema fizičkog kontakta između ženki i mužjaka, već mužjak polaže spermatofor u kome su spermatozoidi, a ženka ga uvlači u nečisnicu. U dijelovima nečisnice, koji se nazivaju spermateke, spermatozoidi se održavaju pa svaka jajna stanica koja prođe kroz nečisnicu biva oplođena.
Razvitak zametka u ličinku odvija se na dva načina:
- oviparija, kada se razvitak događa izvana
- ovoviviparija, kada se razvitak odvija u jajovodu ženke, a često se i preobrazba ličinke u mladu jedinku događa u jajovodu.

Mnogi repaši prolaze kroz dva razdoblja u životnom ciklusu:
- ličinku koja živi u vodi i ima vanjske škrge
- odraslu jedinku koja nastaje preobrazbom ličinke, živi na kopnu i diše na pluća i/ili preko vlažne kože.

U svim fazama života su mesožderi, a plijen su im sitni člankonošci.
Neke vrste se ne preobražuju, već zadržavaju izgled ličinke tijekom cijelog života (neotenija), dok druge nemaju stadij ličinki, već se mladi izlegu iz jaja kao minijaturni odrasli. 

## Regeneracija
Repaši imaju najveću sposobnost regeneracije među svim kralježnjacima, pa su zbog toga dosta eksperimentalno proučavani. Ako se daždevnjaku odsječe stopalo ono će se potpuno nadoknaditi. Također, noga koja je odsječena pri osnovi, cijela se obnavlja, a i dijelovi usana, očiju i repa, se jako dobro obnavljaju. To svojstvo od unutrašnjih organa imaju dijelovi pluća. 